# Krisztián Rabb
Krisztián Rabb, född den 10 november 2001, är en ungersk fäktare.

## Karriär
Krisztián Rabb ingick i det ungerska laget som tog silver vid OS 2024.